# Lactoria
Lactoria è un genere di pesci d'acqua salata comprendente 4 specie, appartenenti alla famiglia Ostraciidae.

## Distribuzionee habitat
Queste specie sono diffuse nel Mar Rosso e nell'Indo-Pacifico, dalle coste africane al Giappone, mentre Lactoria diaphana è diffusa nell'Atlantico. Sono diffusi in acque basse, estuari, baie, coste rocciose e sabbiose delle barriere coralline.

## Descrizione

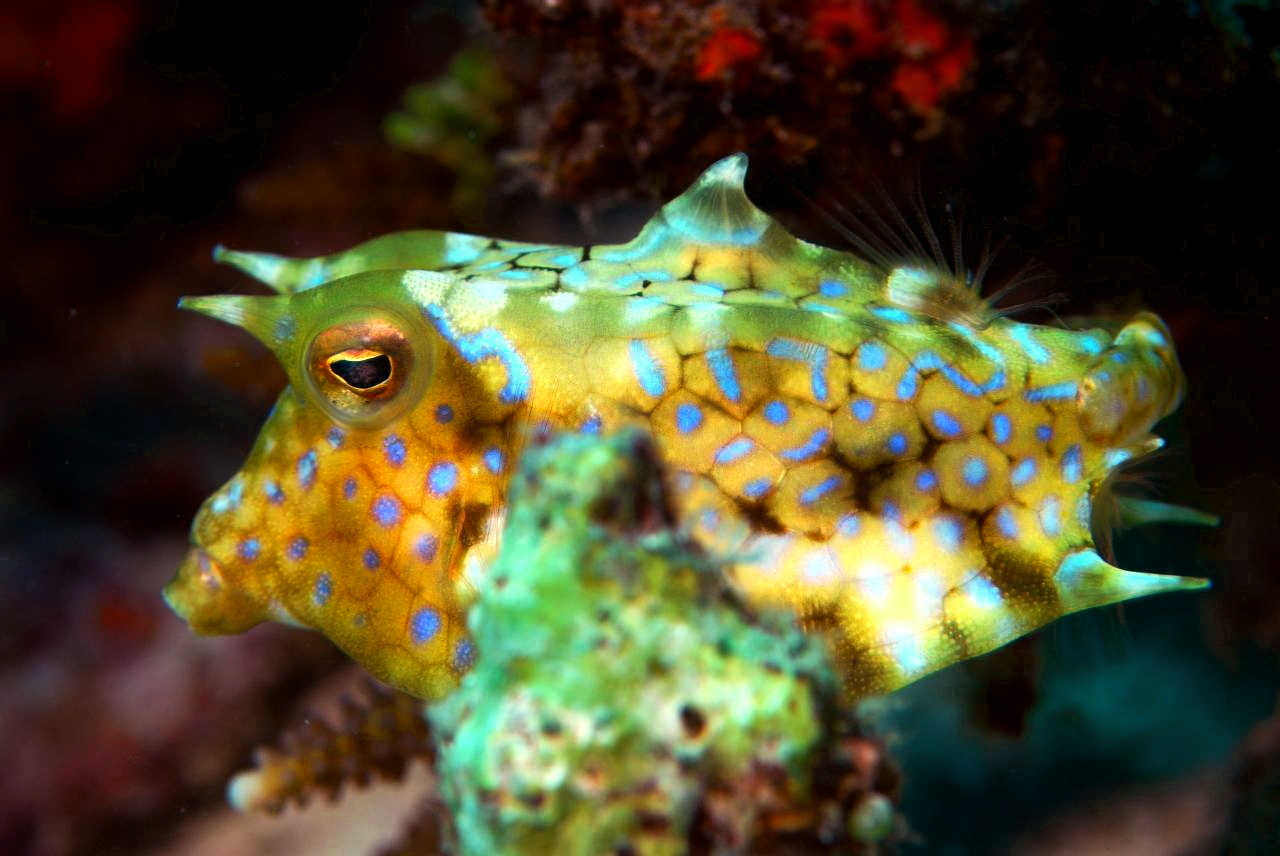
Lactoria fornasini

Il corpo ha sezione di un quadrilatero, più stretta verso la coda. Dalla fronte e dal basso ventre partono quattro escrescenze ossee. Il corpo di questi pesci è protetto da un esoscheletro osseo forato nelle zone della bocca, dell'ano e dell'attaccatura delle pinne. La coda è lunga e a delta, ma difficilmente viene allargata tutta. 

Le dimensioni variano dai 20 ai 45 cm.

## Alimentazione
Le specie del genere Lactoria si nutrono di invertebrati che catturano tra le rocce e nel fondo marino.

## Pericoli
Con l'eccezione di Lactoria paschae, le altre specie del genere possiedono carni velenose.

## Acquariofilia
Grande diffusione in acquario ha Lactoria cornuta, mentre le altre specie sono decisamente meno diffuse (se non mai commercializzate).

## Specie
- Lactoria cornuta
- Lactoria diaphana
- Lactoria fornasini
- Lactoria paschae